# Gerhard Schelcher
Gerhard Walter Schelcher (* 18. August 1881 in Dresden; † nach 1948) war ein deutscher Eisenbahningenieur und Schriftleiter.

## Leben und Wirken
Er war der älteste Sohn des späteren sächsischen Ministerialdirektors Walter Schelcher und Bruder des Oberverwaltungsgerichtspräsidenten Herbert Schelcher und des Architekten Arnulf Schelcher aus Dresden. Nach dem Besuch der dortigen Kreuzschule studierte er und schloss das Studium als Ingenieur ab. Dann lebte er einige Zeit in Greiz im Vogtland. Er heiratete die Violistin Leonore geborene Fürnkranz und zog mit dieser nach Deutsch-Ostafrika, um dort als Eisenbahningenieur tätig zu werden. 1910 kam in Daressalam ihr gemeinsamer Sohn Raimund Schelcher zu Welt, der später Schauspieler wurde. 1914 wurde Schelcher Mitarbeiter und 1915/16 Schriftleiter der Deutsch-Ostafrikanischen Zeitung. 1919 zog die Familie von Daressalam nach Morogoro um. Er nahm als Angehöriger der Kaiserlichen Schutztruppe aktiv an den Kriegshandlungen teil und verließ 1918 das frühere Deutsch-Ostafrika in Richtung Kairo.
1924 kehrte Schelcher in das Deutsch Reich zurück und ließ sich in Köln nieder. Später kehrte er in das frühere Deutsch-Ostafrika zurück, wo er sich zwölf Jahre aufhielt. 1938 erschienen seine Erinnerungen an diese Zeit unter dem Titel Porini. Wie ich Deutsch-Ostafrika wiedersah. 12 Jahre mit Boys und Trägern durch Busch und Steppe. Mit einem Geleitwort von Generalmajor Lettow-Vorbeck im Wilhelm Köhler Verlag, Minden in Westfalen. Dieses Buch fiel wenig später der Zensur durch die Nationalsozialisten zum Opfer. Nach dem Zweiten Weltkrieg schrieb er u. a.: Das Porträt: Der Afrika-Europäer Jan Christian Smuts und veröffentlichte Deutschlands Weg zur Demokratie. Von Wien bis Olmütz 1948 im Elbe-Rhein-Verlag in Hamburg.